# Ryutaro Araga
Pour les articles homonymes, voir Araga.
Ryutaro Araga (en japonais : 荒賀 龍太郎) est un karatéka japonais né le 16 octobre 1990 à Kameoka. Spécialiste du kumite, il a remporté une médaille d'or aux Jeux mondiaux de 2013 à Cali, aux championnats d'Asie 2013 à Dubaï, aux Jeux asiatiques de 2014 à Incheon, aux championnats d'Asie 2015 à Yokohama, aux championnats du monde 2016 à Linz, aux championnats d'Asie 2018 à Amman puis aux Jeux asiatiques de 2018 à Jakarta. Il a également remporté une médaille de bronze  aux Jeux olympiques d'été de 2020 à Tokyo.
Il est le frère de la karatéka Tomoko Araga.